# Publius Rupilius
Publius Rupilius (geboren um 185 v. Chr.; gestorben 131/130 v. Chr.) war ein römischer Politiker, Feldherr und Konsul des Jahres 132 v. Chr.
Rupilius kam aus einer Familie von publicani aus der Stadt Praeneste in Latium. Er scheint zunächst im Dienst der sizilischen Steuerpächter gestanden zu haben. Er war ein Freund des Scipio Aemilianus, der ihm zum Aufstieg verhalf (siehe Scipionenkreis), und wurde in einem unbekannten Jahr vor 134 v. Chr. Praetor.
132 v. Chr. wurde er mit der Unterstützung Scipios gemeinsam mit Publius Popillius Laenas Konsul. Nach der Ermordung des Tiberius Sempronius Gracchus in den Auseinandersetzungen um die Gracchischen Reformen trat er gemeinsam mit Laenas gegen die Anhänger des Gracchus ein und verurteilte diese. Allerdings scheint Laenas hier die Hauptrolle gespielt zu haben, da Rupilius nach Sizilien abkommandiert wurde, um den 136 v. Chr. unter Führung des Eunus ausgebrochenen ersten Sklavenaufstand niederzuschlagen.

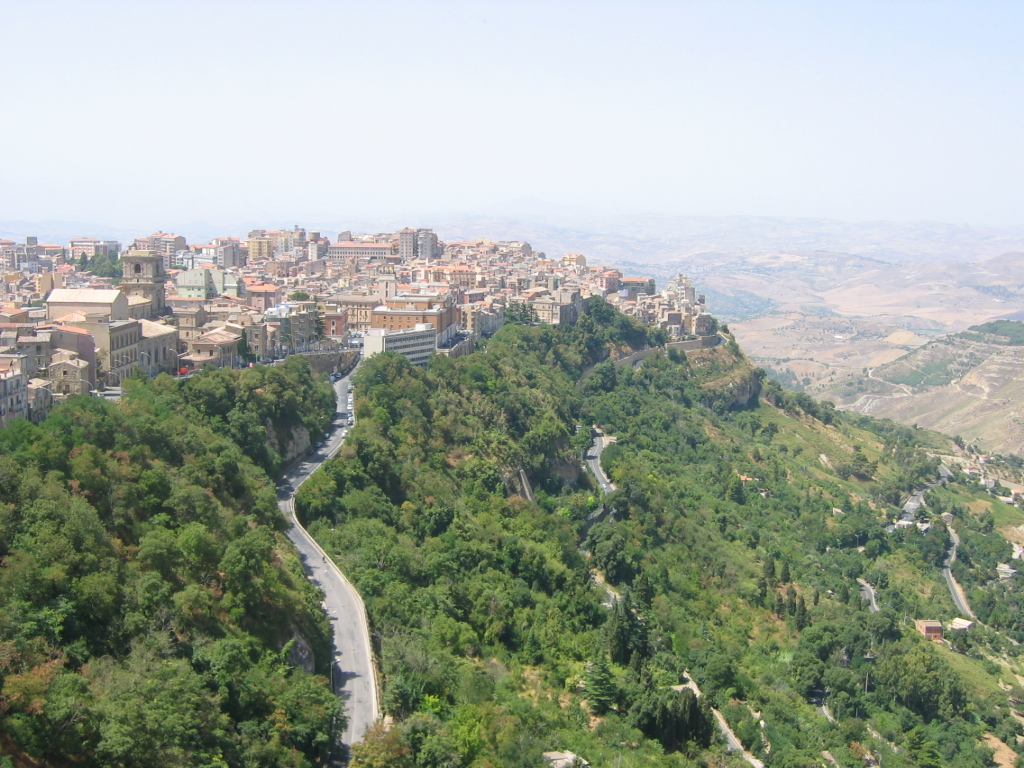
Das antike Henna (heute Enna) im Zentrum Siziliens ist als Bergfeste leicht zu verteidigen, weshalb es zum wichtigsten Stützpunkt von Eunus’ Sklavenaufstand wurde. Rupilius gelang die Einnahme nur durch Verrat.

In den Jahren zuvor waren mehrere römische Feldherren bei der gewaltsamen Niederschlagung des Aufstands gescheitert. Erst Publius Rupilius gelang es 132 v. Chr., zunächst Tauromenium und dann auch die festungsähnliche Stadt Henna, das Zentrum des Aufstands, zu erobern. Die aufständischen Sklaven wurden grausam bestraft. Nach der Niederschlagung des Aufstands erließ er gemeinsam mit einer zehnköpfigen Senatskommission zur Neuordnung der Provinz Sicilia die nach ihm benannte lex Rupilia, die die Provinz nachhaltig reformierte.
Wohl kurz nach seinem Konsulatsjahr versuchte auch Rupilius’ Bruder Lucius Rupilius mit Unterstützung Scipios Konsul zu werden, was jedoch misslang. Rupilius starb schon ein oder zwei Jahre nach seinem Konsulatsjahr, jedenfalls noch vor seinem Freund Scipio Aemilianus († 129 v. Chr.). Seine Tochter Rupilia heiratete einen Quintus Fabius, womit vermutlich Quintus Fabius Maximus Eburnus gemeint ist.